# Domenico Pasquale Cambiaso
Domenico Pasquale Cambiaso (Genova, 5 febbraio 1811 – Genova, 2 marzo 1894) è stato un pittore italiano.

## Biografia

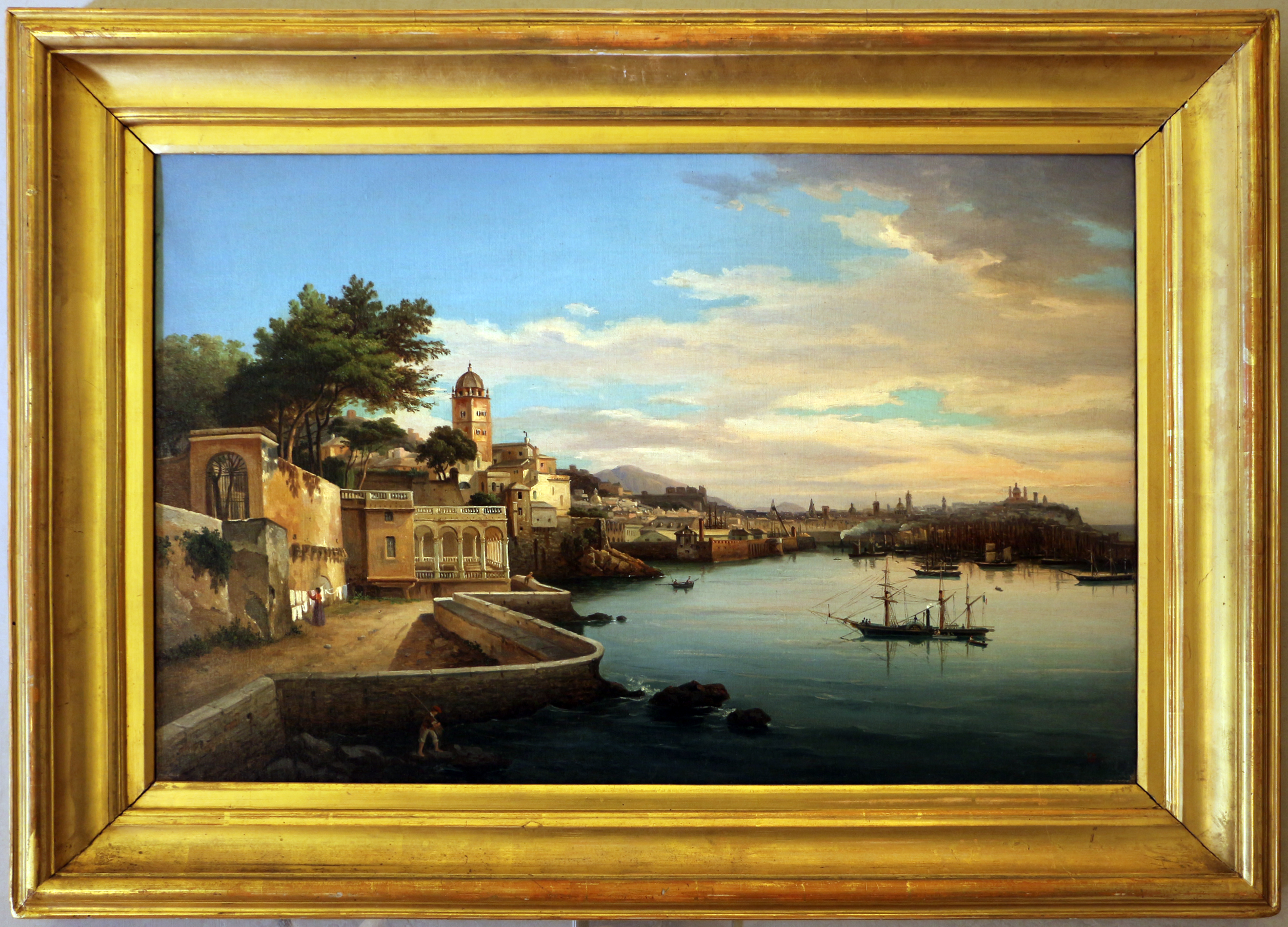
Un dipinto di Cambiaso della seconda metà dell'Ottocento raffigurante il porto di Genova

Nacque da Bartolomeo e Maddalena, entrambi appartenenti alla famiglia patrizia dei Cambiaso. Iniziò la propria formazione artistica presso l'Accademia ligustica di belle arti, per poi proseguire gli studi in scenografia alla scuola parmense di Giuseppe Boccaccio. Passò quindi un periodo a Napoli, entrando in contatto con la Scuola di Posillipo e la riforma del paesaggismo architettonico settecentesco. Rientrato nel capoluogo ligure, iniziò a occuparsi di quella che sarà la cifra stilistica di tutta la sua carriera, ovvero la pittura di vedute, scorci e paesaggi.
Solo ventitreenne, nel 1834 divenne accademico di merito presso l'Accademia ligustica nelle materie di architettura e ornato, mentre nel 1847 fu nominato professore aggiunto, incarico che lasciò pochi mesi dopo per diventare poi docente di disegno presso la Regia Scuola Superiore Navale di Genova.
Fra il 1860 e il 1862 intraprese un viaggio con l'armatore Giuseppe Bertollo per le riviere di ponente e levante liguri, dal quale scaturirono due importanti volumi di documentazione con più di cento disegni, acquerelli e incisioni.
Pittore molto noto fra i coevi e molto apprezzato, espose per quasi un quarantennio alle mostre annuali della Società promotrice per le Belle Arti di Genova. Particolarmente importanti sul piano artistico ma anche della documentazione storica sono i suoi album di vedute di Genova e della Riviera ligure, che testimoniano straordinariamente il contesto sociale e urbanistico ligure prima dell'esplosione urbanistica del secolo successivo.
Ebbe due figlie, Laura ed Elisa, influenzate dal padre nel dedicarsi alla pittura. Come docente formò inoltre alcuni importanti pittori fra i quali Tammar Luxoro, Giovanni Battista Molinelli e Teresa Doria. Morì a Genova nel marzo del 1894.
Per Alizeri fu un "gran genio nell'arte del paesaggio, e come tale noto in patria e fuori; e forse assai meno del merito", mentre lo storico dell'arte Vitaliano Rocchiero riassunse così l'opera di Cambiaso: "l'arte di Cambiaso si rivela sostenuta dalla solida maestria del disegno, animata dallo spirito di ricerca e di osservazioni, sorretta dal virtuosismo di esecuzione".